# (113202) Kisslászló
(113202) Kisslászló – planetoida z głównego pasa planetoid okrążająca Słońce w ciągu 5,71 lat w średniej odległości 3,19 au. Odkrył ją Krisztián Sárneczky 7 września 2002 roku w Obserwatorium Piszkéstető. Nazwa planetoidy pochodzi od László Kissa (ur. 1972) – węgierskiego astronoma i astrofizyka.